# Myandra
Genre
Myandra est un genre d'araignées aranéomorphes de la famille des Gnaphosidae.

## Distribution
Les espèces de ce genre sont endémiques d'Australie.

## Liste des espèces
Selon World Spider Catalog (version 19.5, 17/12/2018) :
- Myandra bicincta Simon, 1908
- Myandra cambridgei Simon, 1887
- Myandra myall Platnick & Baehr, 2006
- Myandra tinline Platnick & Baehr, 2006

## Systématique et taxinomie
Ce genre a été déplacé des Prodidomidae aux Gnaphosidae par Azevedo, Griswold et Santos en 2018.

## Publication originale
- Simon, 1887 : Observation sur divers arachnides: synonymies et descriptions. 1. Annales de la Société Entomologique de France, sér. 6, vol. 7, p. 158-159 (texte intégral).